# Saint-Géry (Lot)
Saint-Géry ist eine Ortschaft und eine Commune déléguée in der französischen Gemeinde Saint Géry-Vers mit 447 Einwohnern (Stand: 1. Januar 2022) im Département Lot in der Region Okzitanien.
Mit Wirkung vom 1. Januar 2017 wurde Saint-Géry mit der Nachbargemeinde Vers zur Commune nouvelle Saint Géry-Vers fusioniert. Die Gemeinde Saint-Géry gehörte zum Arrondissement Cahors.

## Geographie
Der Ort liegt rund zehn Kilometer östlich von Cahors, im Regionalen Naturpark Causses du Quercy. Nachbarorte von Saint-Géry sind Cabrerets im Norden, Bouziès im Osten, Saint-Cirq-Lapopie und Esclauzels im Südosten, Arcambal im Süden, sowie Vers im Westen.
Saint-Géry liegt am rechten Ufer des Flusses Lot, der hier die weiter nördlich befindliche Kalk-Hochebene Causse de Gramat von der gleichartigen, weiter südlichen liegenden Formation Causse de Limogne trennt.

### Verkehrsanbindung
Die wichtigste Straßenverbindung ist die Départementsstraße D662, die von Cajarc nach Cahors führt und dabei am rechten Ufer dem Fluss folgt, der hier in vielen engen Windungen verläuft. Es ist daher keine Durchzugsstraße, sondern dient überwiegend dem lokalen Verkehr und dem Tourismus. Auch eine Bahnlinie führt durch das Gebiet, auf der der Touristenzug Quercy-Rail verkehrt.

## Bevölkerungsentwicklung
| Jahr      | 1968 | 1975 | 1982 | 1990 | 1999 | 2006 | 2010 |
| Einwohner | 345  | 317  | 318  | 300  | 349  | 433  | 458  |

## Sehenswürdigkeiten
In den steilen Felsabbrüchen des Lot-Tales befinden sich Höhlen (Grotte de la Bigourdane), die in prähistorischer Zeit genutzt wurden. Sie sind als Monument historique registriert.